# 狙击手 幽灵战士契约
《狙击手 幽灵战士契约》是一款由CI Games开发并发行的战术射击隐蔽类游戏，是狙击手：幽灵战士系列的第五部作品，《狙击手：幽灵战士3》的续作。游戏于2019年11月22日在Microsoft Windows、PlayStation 4和Xbox One平台发行。游戏在发行后获得了业界普遍好评，一些评论称它比几款前作有大幅进步。续作《狙击手 幽灵战士契约2》于2021年6月4日发行。